# Rakshan
El Rakhshan és un riu del Balutxistan al Pakistan. Neix prop de Shireza, a la part oriental del punt d'unió de les serralades del Makran Central i de Siahan. Rep com afluent al Gwargo. Gira després al nord i s'uneix al riu Mashkel que ve del Balutxistan iranià, a 27° 10′ N, 63° 27′ E / 27.167°N,63.450°E continuant per les muntanyes Siahan, als congosts de Tank-i-Grawag i Tank-i-Zurrati, on agafa aquest al llarg de la part occidental del Kharan fins al Hamun-i-Mashkel. Té una longitud de 415 km.